# Чарнувка (Вармінсько-Мазурське воєводство)
Чарнувка (пол. Czarnówka, нім. Czarnowken; 1938-45: Grundensee) — село в Польщі, у гміні Видміни Гіжицького повіту Вармінсько-Мазурського воєводства.
Населення — 98 осіб (2011).
У 1975-1998 роках село належало до Сувальського воєводства.

## Демографія
Демографічна структура станом на 31 березня 2011 року:
|          | Загалом | Допрацездатний вік | Працездатний вік | Постпрацездатний вік |
| -------- | ------- | ------------------ | ---------------- | -------------------- |
| Чоловіки | 51      | 11                 | 32               | 8                    |
| Жінки    | 47      | 9                  | 23               | 15                   |
| Разом    | 98      | 20                 | 55               | 23                   |